# Rhinoptera steindachneri
The golden cownose ray, hawkray, or pacific cownose ray (Rhinoptera steindachneri) là một loài cá thuộc họ Rhinopteridae. Nó được tìm thấy ở Colombia, Costa Rica, Ecuador, El Salvador, Guatemala, Honduras, México, Nicaragua, Panama, và Peru. Các môi trường sống tự nhiên của chúng là biển mở, biển cạn, đáy nước ngầm, cửa sông, đầm lầy thủy triều luân phiên, và nước mặn ven đầm biển.

## Hình ảnh

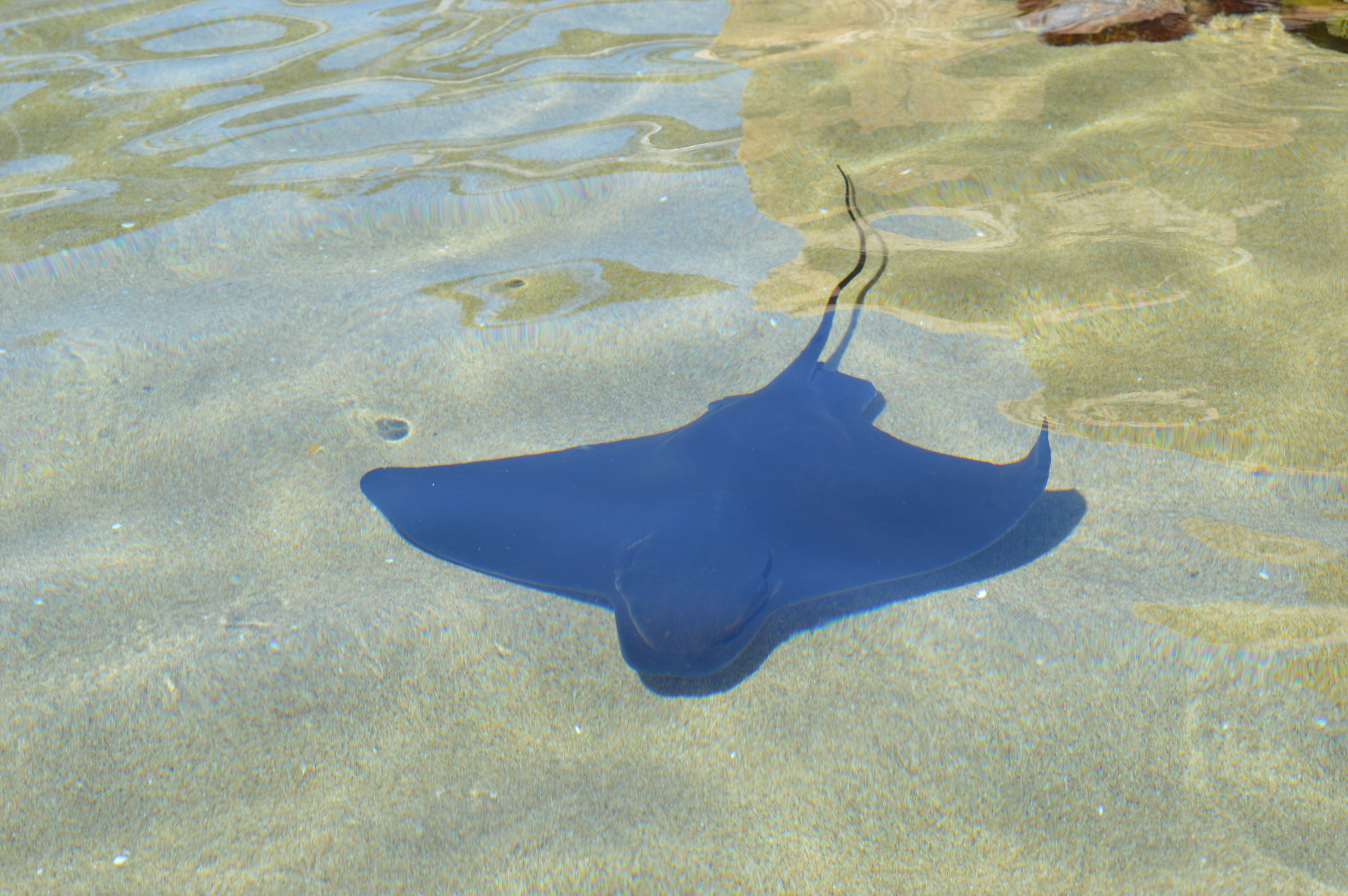
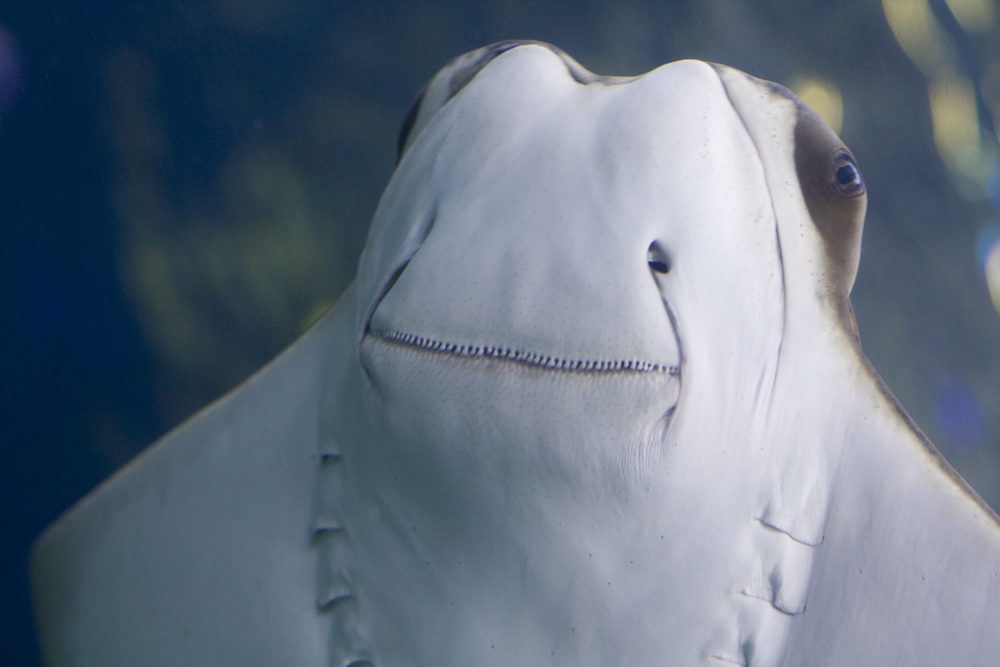
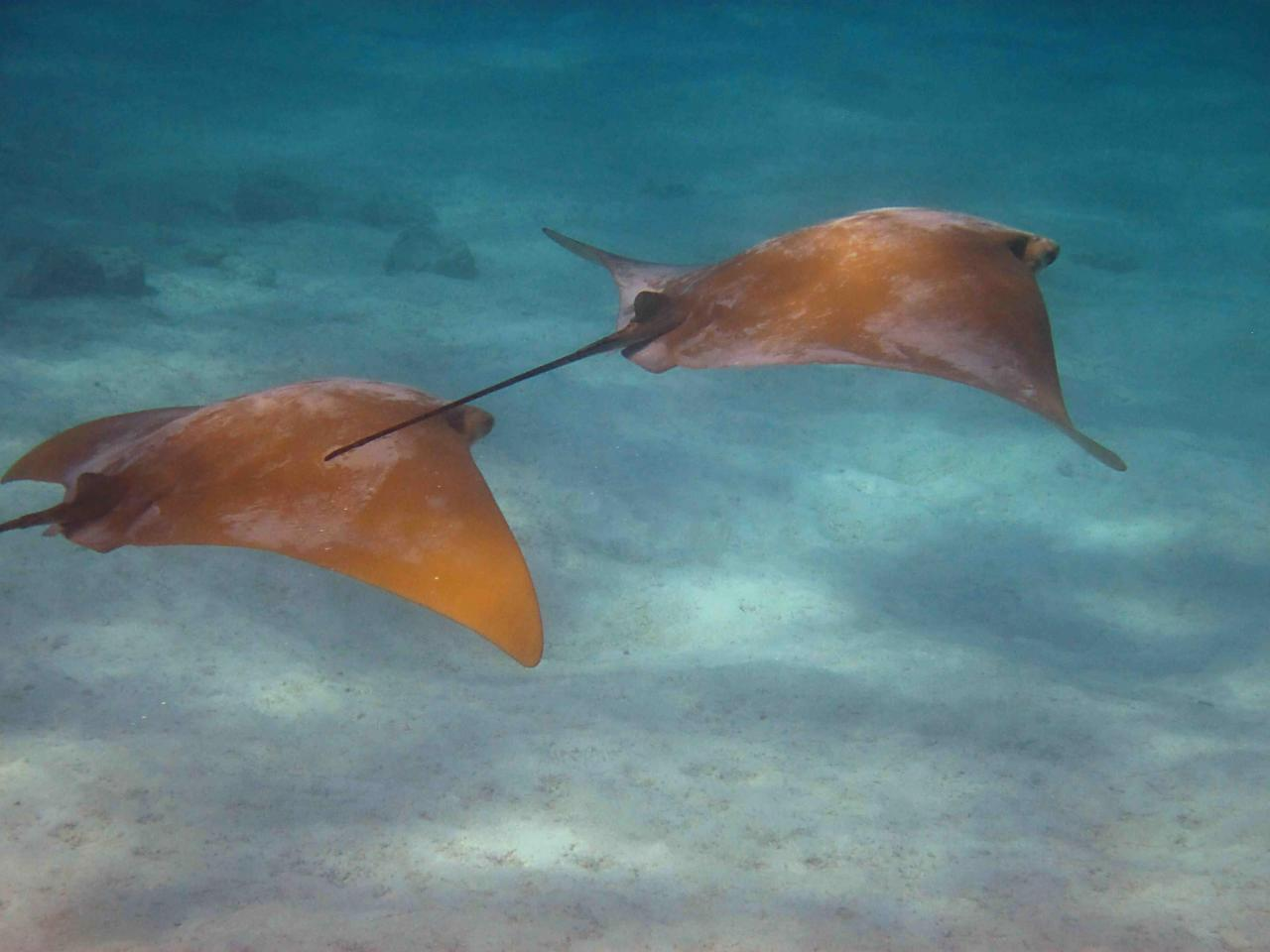
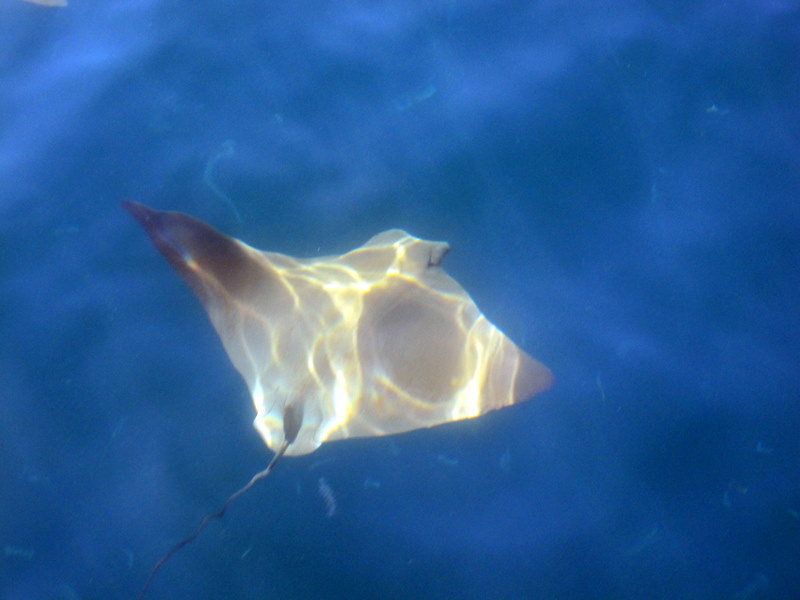